# Werderstraße 148 (Heilbronn)

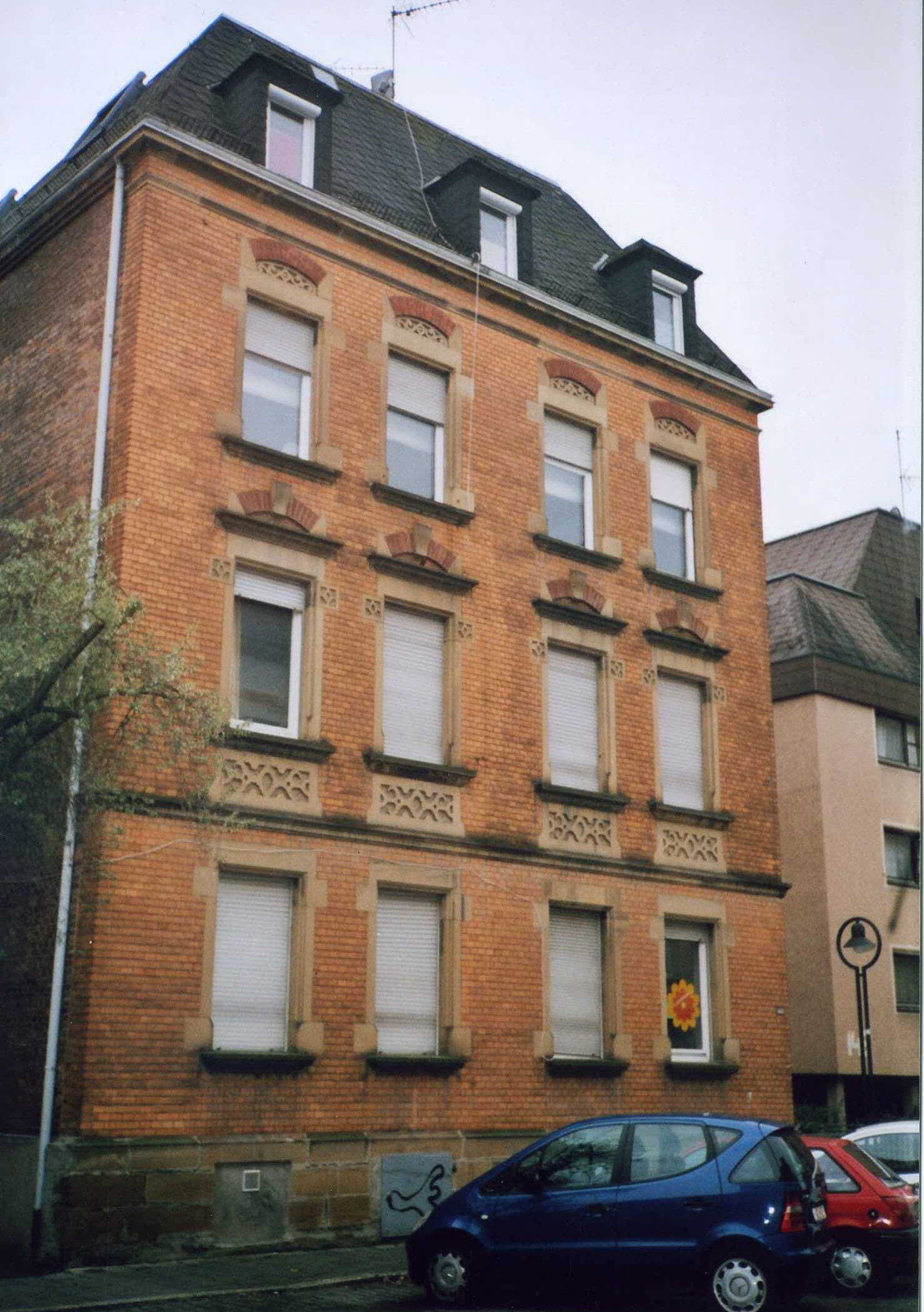
Werderstraße 148

Das Haus Werderstraße 148 in Heilbronn ist ein denkmalgeschütztes Gebäude. 
Im Jahr 1950 war das Haus im Besitz der Witwe Pauline Dierolf. Neben Mietwohnungen war im Gebäude auch ein Büro der Neckarring-Konservenfabrik. 1961 gehörte das Haus den Erben der Witwe Dierolf und es werden vier Mietparteien genannt.

## Beschreibung
Es ist ein typisches Beispiel für ein Arbeiterwohnhaus im Stil des Späthistorismus. Es wurde durch den Werkmeister Gustav Rohrbach nach eigenen Plänen in den Jahren 1901 bis 1902 errichtet. Das Wohnhaus im Stil des Späthistorismus hat Fenster, die eine Brüstung mit Beschlagwerk aufweist. Im ersten Obergeschoss bekrönen Segmentbögen aus Sichtziegelmauerwerk die Fensterverdachung, die aus einem einfachen Gesims besteht.